# سكوربينز
سكوربينز (بالإنجليزية: Scorpions)‏ هي فرقة هارد روك ألمانية.تأسست عام 1965 في مدينة هانوفر. أصدرت الفرقة 16 ألبوما حتى الآن.
أعضاء الفرقة الحاليون هم:كلوز ماين، رودولف شنكر، ماتياس جابس، جامس كوتاك، باول ماكيودا.
تُعتبر الفرقة من أهم مطوري موسيقا الهارد روك وبيع أكثر من 75 مليون نسخة من ألبوماتها. ويحتفظ عشاقها حول العالم بأغاني راسخة من بينها «ويند أوف تشينج (رياح التغيير)» و «نو وان لايك يو» و «ساند مي تو إنجل».

## روابط خارجية
- سكوربينز على موقع ميوزك برينز (الإنجليزية)
- سكوربينز على موقع أول ميوزيك (الإنجليزية)
- سكوربينز على موقع ديسكوغز (الإنجليزية)